# 23745 Liadawley
23745 Liadawley là một tiểu hành tinh vành đai chính với chu kỳ quỹ đạo là 1224.3505365 ngày (3.35 năm).
Nó được phát hiện ngày 22 tháng 5 năm 1998.